# Mirko Celestino
Mirko Celestino (Albenga, 19 maart 1974) is een Italiaans voormalig wielrenner.

## Belangrijkste overwinningen
1995
- Europees kampioen op de weg, Beloften

1998
- Eindklassement Regio Tour
- Ronde van Emilië

1999
- HEW Cyclassics
- Coppa Placci
- Ronde van Lombardije

2001
- Trofeo Laigueglia
- Milaan-Turijn
- Tre Valli Varesine

2002
- 2e etappe Brixia Tour

2003
- Milaan-Turijn
- Internationale Wielerweek

2004
- 2e etappe Internationale Wielerweek

## Resultaten in voornaamste wedstrijden
| Jaar | Ronde van Italië | Ronde van Frankrijk | Ronde van Spanje |
| ---- | ---------------- | ------------------- | ---------------- |
| 1996 |                  |                     | 73e              |
| 1997 | opgave           |                     |                  |
| 1998 |                  |                     |                  |
| 1999 | 74e              |                     |                  |
| 2000 |                  |                     |                  |
| 2001 |                  |                     |                  |
| 2002 |                  |                     |                  |
| 2003 |                  |                     |                  |
| 2004 |                  | opgave              |                  |
| 2005 | 34e              |                     |                  |
| 2006 |                  | opgave              |                  |
| 2007 |                  |                     |                  |

| Jaar | Milaan-San Remo | Ronde van Vlaanderen | Amstel Gold Race | Luik-Bast.‑Luik | Ronde van Lombardije | Parijs-Brussel | Cyclassics Hamburg | Clásica San Sebastián |  | WK op de weg |  | Wereldranglijsten |
| ---- | --------------- | -------------------- | ---------------- | --------------- | -------------------- | -------------- | ------------------ | --------------------- |  | ------------ |  | ----------------- |
| 1996 |                 |                      |                  |                 |                      |                |                    |                       |  |              |  |                   |
| 1997 | 6e              |                      |                  |                 | 34e                  | 10e            |                    | 47e                   |  |              |  |                   |
| 1998 | 12e             | 21e                  | 11e              | 22e             | 16e                  | Zilver         | 79e                |                       |  |              |  | 19e (UWB)         |
| 1999 | 51e             |                      | 79e              |                 | ↑                    | 9e             | Goud               |                       |  | 25e          |  |                   |
| 2000 | 21e             |                      |                  |                 | 32e                  | 70e            | 125e               |                       |  | 58e          |  |                   |
| 2001 | 16e             |                      |                  |                 | 15e                  |                | 12e                | 15e                   |  |              |  | 20e (UWB)         |
| 2002 | 35e             | 29e                  | 34e              | 4e              |                      | 9e             | 13e                | 12e                   |  |              |  | 20e (UWB)         |
| 2003 | ↑               | 11e                  | 25e              | 21e             | 37e                  |                | 5e                 | 14e                   |  |              |  |                   |
| 2004 | 12e             | 28e                  | 9e               | 24e             |                      |                | 12e                | 18e                   |  |              |  |                   |
| 2005 | 17e             | 18e                  | ↑                | 8e              |                      |                | 99e                | 54e                   |  |              |  | 58e (UPT)         |
| 2006 |                 |                      |                  |                 | 19e                  |                | 40e                | 6e                    |  |              |  | 117e (UPT)        |
| 2007 | 65e             |                      | 32e              | 64e             | 74e                  |                |                    | 39e                   |  |              |  |                   |

Wielerploegen van Mirko Celestino
Baldinger ·
Boyer ·
Brasi ·
Chaurreau ·
Crepaldi ·
Fidanza ·
Gianetti · 
Gualdi ·  
Imanaka ·
Leblanc  ·
Lombardi ·
Martinelli ·
Oesjakov ·
Pelliccioli ·
Pianegonda ·
Pistore ·
Scirea ·
Totschnig ·
Celestino (stagiair) ·
Frutti (stagiair) ·
Valoti (stagiair)
Baldinger ·
Brasi ·
Calzavara ·
Celestino ·
Chaurreau ·
Crepaldi ·
Gianetti · 
Gualdi · 
Guerini ·
Guesdon · 
Imanaka ·
Leblanc ·
Lombardi ·
Oesjakov ·
Pianegonda ·
Quaranta ·
D. Rebellin ·
S. Rebellin ·
Totschnig ·
de Vries ·
Colleoni (stagiair) ·
Sacchi (stagiair) ·
Valoti (stagiair)
Atienza ·
Baldinger ·
Brasi ·
Cassani ·
Celestino ·
Chaurreau ·
Colleoni ·
Crepaldi · 
Gualdi · 
Guerini ·
Imanaka ·
Jaksche · 
Leblanc ·
Merckx ·
Oesjakov ·
Quaranta ·
Sacchi ·
Valoti ·
de Vries ·
Ferronato (stagiair) ·
Vainšteins (stagiair) ·
Zinetti (stagiair) 
Atienza ·
Brasi ·
Cassani ·
Celestino ·
C. Colleoni ·
Crepaldi · 
Gualdi · 
Guerini ·
F. Guidi ·
L. Guidi ·
Jaksche · 
Leblanc ·
Martinello ·
Merckx ·
Rebellin ·
Rokia ·
Sacchi ·
Salvato ·
Valoti ·
M. Colleoni (stagiair) ·
Lunghi (stagiair) ·
Pinotti (stagiair) ·
Zinetti (stagiair) 
Atienza ·
Brasi ·
Cassani ·
Cattai ·
Celestino ·
C. Colleoni ·
Crepaldi · 
Gotti ·
Goubert ·
F. Guidi ·
L. Guidi ·
Lunghi ·
Martinello ·
Nencini ·
Pelliccioli · 
Rebellin ·
Sacchi ·
Salvato ·
Valoti ·
Virenque ·
Zanette ·
Zinetti ·
Zucchi ·
M. Colleoni (stagiair) ·
Cortinovis (stagiair) ·
Sammassimo (stagiair) 
Blijlevens ·
Brasi ·
Cassani ·
Celestino ·
Clavero ·
Colleoni ·
Crepaldi · 
Gotti ·
Goubert ·
Hervé (tot 30/11) ·
Martinello ·
Mateos ·
Mazzoleni ·
Pelliccioli · 
Sacchi ·
Uría ·
Virenque ·
Voskamp ·
Bonomi (stagiair) ·
Carrara (stagiair) ·
Gasparre (stagiair) 
Calcaterra · Cavagnis · Celestino · Cipollini · Commesso · Conte · Davidson · Dufaux · Evans · Galletti · Gavazzi · Ludewig · Meier · Mori · Nitsche · Padrnos · Pieri · Pugaci · Sabaliauskas · Sacchi · Savoldelli · Scirea · Secchiari · Spinelli · Wegmann · Barla (stagiair) · Rohtmer (stagiair)
Astarloa · Bertagnolli · Celestino · Commesso · Conte · Cunego · Davidson · Di Luca · Fuentes · Galletti · Gavazzi · Glomser · Ludewig · Mason · Nitsche · Pepoli · Pugaci · Sabaliauskas · Sacchi · Simoni · Spezialetti · Spinelli · Tonti · Wegmann · Del Sarto (stagiair) · Leuchs (stagiair) · Maccanti (stagiair)
Astarloa  · Bertagnolli · Bonomi · Bucciero · Celestino · Commesso · Cunego · Di Luca · Fornaciari · Fuentes · Galletti · Gavazzi · Glomser · Ludewig · Pepoli · Pieri · Pugaci · Quaranta · Sabaliauskas · Sacchi · Sjefer · Simoni · Spezialetti · Tonti · Zanini · Caccia (stagiair) · Loosli (stagiair) · Marget (stagiair)
Balducci · Bertagnolli · Bonomi · Bucciero · Casagranda · Celestino · Commesso · Cunego · Di Luca · Fornaciari · Fuentes · Gavazzi · Glomser · Loosli · Ludewig · Matzbacher · Mazzoleni · Petrov · Pieri · Sabaliauskas · Simoni · Spezialetti · Štangelj · Szmyd · Tonti · Bates (stagiair) · Franzoi (stagiair) · Magallanes (stagiair)
Belli ·
Bertolini · 
Bonfanti · 
Borghi ·
Cadamuro · 
Celestino ·
Cortinovis ·
Fertonani ·
Furlan ·
Ghisalberti ·
Gobbi ·
Grigoli ·  
Hontsjar ·
Hryvko · 
Iglinski · 
Ivanov ·
Jurčo ·
Lorenzetto ·  
Ludewig ·
Noeritdinov ·
Quaranta ·
Rigotto ·
Solari ·
Valoti ·
Vanotti ·
Visconti ·
Djoedja (stagiair) ·
Scognamiglio (stagiair) ·
Zagorodni (stagiair)
Becke ·
Cadamuro ·
Celestino ·
Cortinovis ·
den Bakker · 
Djoedja ·  
Ghisalberti ·
Gobbi · 
Grabsch ·
Haueisen ·
Hryvko · 
Iglinski ·
Jurčo · 
Knees ·
Lorenzetto · 
Müller ·
Musiol ·
Ongarato ·   
Petacchi ·
Poitschke ·
Rigotto ·
Sabatini ·
Sacchi ·   
Schröder ·
Scognamiglio ·
Siedler ·
Vanotti ·
Velo ·
Visconti ·
Zabel
Astarloa ·
Celestino ·
Cortinovis ·
Djoedja ·  
Ghisalberti ·
Grabsch ·
Haueisen ·
Hryvko · 
Jurčo · 
Knees ·
Lancaster ·
Lorenzetto · 
Müller ·
Ongarato ·   
Petacchi ·
Poitschke ·
Rigotto ·
Sabatini ·
Sacchi ·   
Schröder ·
Schwager ·
Scognamiglio ·
Sieberg ·
Siedler ·
Terpstra ·
Velo ·
Zabel ·
Barla (stagiair) ·
Orlandi (stagiair) ·
Salvi (stagiair)